# Puducotai (distrito)

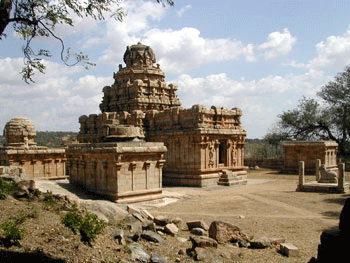
Vijaialaia Cholesvaram em Puducotai. Construído em 850

Puducotai, Pudukotai, Pudukkotai, Pudukottai ou Pudukkottai, coloquialmente conhecido como Pudugai ou Pudhugai, é um distrito do estado de Tamil Nadu, no sul da Índia. A cidade de Puducotai é sua sede. O distrito de Puducotai é circundado a norte e oeste pelo distrito de Tiruchirapali, a sul pelo distrito de Sivaganga, a leste pela baía de Bengala e a nordeste pelo distrito de Tanjavur. Em 2011, o distrito possuía uma população de 1 304 800. O distrito tem uma área de 4 663 km2.